# Giro d’Italia 2025/11. Etappe
Die 11. Etappe des Giro d’Italia 2025 fand am 21. Mai 2025 statt. Sie führte die 108. Austragung des italienischen Etappenrennens in den nördlichen Apennin. Der Abschnitt startete in Viareggio und ging nach 186 Kilometer in Castelnovo ne’ Monti zu Ende. Nach der Etappe hatten die Fahrer insgesamt 1661,3 Kilometer zurückgelegt, was 48,25 % der Gesamtdistanz entspricht. Die Organisatoren der Rundfahrt bewerteten die Schwierigkeit der Etappe mit drei von fünf Sternen.
Den Etappensiege sicherte sich der Ecuadorianer Richard Carapaz (EF Education-EasyPost), der sich im Schlussanstieg von nahe des Pietra di Bismantova rund neun Kilometer vor dem Ziel als Solist absetzte und mit einem Vorsprung von 10 Sekunden gewann. Im Sprint um Platz zwei setzte sich Isaac Del Toro (UAE Team Emirates-XRG) vor Giulio Ciccone (Lidl-Trek) durch, womit der Mexikaner seinen Vorsprung in der Gesamtwertung geringfügig ausbauen konnte. 

## Streckenverlauf
Der neutralisierte Start erfolgte in Viareggio auf der Via Michele Coppino. Die ersten Kilometer führten entlang der Küste Richtung Norden, ehe das Rennen nach der Durchfahrung des Pineta di Ponente auf der SP1 nach 7,8 Kilometern freigegeben wurde.
Nach dem offiziellen Start führte die Strecke über Camaiore und San Martino in Freddana nach Lucca, ehe die Fahrtrichtung gen Norden drehte und dabei dem Serchio stromaufwärts folgte. Über Ponte a Moriano ging es nach Borgo a Mozzano, wo bei Kilometer 46,3 der erste Zwischensprint erfolgte. Ab Barga ging es nun bei leichten Steigungsprozenten nach Castelnuovo di Garfagnana, wo nach rund 75 Kilometern die Auffahrt auf den Passo di Pradaccio (1623 m) erfolgte. Die Bergwertung der 1. Kategorie trug dabei jedoch den Namen Alpe San Pellegrino. Sie wies auf einer Länge von 13,7 Kilometern eine durchschnittliche Steigung von 8,8 % auf, wobei maximale Steigungsprozente von bis zu 19 % erreicht wurden. Speziell im oberen Teil fielen die Kilometerschnitte dabei kaum unter die 10 %-Marke. Nachdem die Passhöhe bei Kilometer 93,6 erreicht worden war, ging es bergab nach Piandelagotti, bevor die Straße zusehends abflacht, und zwischen Madonna di Pietravolta und Frassinoro kaum abschüssig verlief. Im Anschluss ging es jedoch bergab nach Ponte Dolo, das rund 40 Kilometer nach der Passhöhe erreicht wurde. Entlang des Dolo ging es nun flach nach Cerredolo, wo nach 135,9 Kilometern der zweite Zwischensprint erfolgte. Zugleich begann die Straße erneut zu steigen und führte bergauf nach Toano (854 m). Hier wurde bei Kilometer 145,9 eine Bergwertung der 2. Kategorie abgenommen. Die nachfolgende Abfahrt nach Gatta beinhaltete mehrere Gegensteigungen und führte durch Costabona und Villa Minozzo. Hier wurde nach 162,4 Kilometern der Red Bull-Kilometer ausgefahren. Die Fahrer befanden sich nun am Ufer des Secchia, dem sie bis zur Ponte del Pianello folgten. Nachdem diese überquert worden war, erfolgte die Schlusssteigung die über Carnola zur letzten Bergwertung des Tages führte, die den Namen des nahegelegenen Pietra di Bismantova trug. Hier wurde 4,9 Kilometer vor dem Ziel auf einer Höhe von 781 Metern eine Bergwertung der 2. Kategorie abgenommen, wobei die 5,8 Kilometer lange Steigung im Schnitt mit 5,8 % anstieg. Die letzten Kilometer führten im Anschluss leicht abfallend nach Castelnovo ne’ Monti, wo sich das Ziel auf einer Höhe von 715 Metern befand.
|                            | Ort                  | Kilometer | Länge (km) | Höhe (m) | Ø Steigung | max. Steigung |
| -------------------------- | -------------------- | --------- | ---------- | -------- | ---------- | ------------- |
| neutralisierter Start      | Viareggio            | 7,8       |            |          |            |               |
| offizieller Start          | SP1                  | 0         |            |          |            |               |
| Zwischensprint             | Borgo a Mozzano      | 46,3      |            |          |            |               |
| Bergwertung (1. Kategorie) | Alpe San Pellegrino  | 93,6      | 13,7       | 1623     | 8,8 %      | 19 %          |
| Zwischensprint             | Cerredolo            | 135,9     |            |          |            |               |
| Bergwertung (2. Kategorie) | Toano                | 146,9     | 11,1       | 854      | 4,9 %      | 10 %          |
| Red Bull-Kilometer         | Villa Minozzo        | 162,4     |            |          |            |               |
| Bergwertung (2. Kategorie) | Pietra di Bismantova | 181,1     | 5,8        | 781      | 5,8 %      | 12 %          |
| Ziel                       | Castelnovo ne’ Monti | 186       |            |          |            |               |

## Rennverlauf
Nachdem das Rennen freigegeben worden war, kam es zu mehreren Angriffen, wobei sich keine Gruppe entscheidend lösen konnte. Nach fast 50 Kilometern hatte sich noch immer keine Ausreißergruppe gebildet und so sicherte sich Xabier Mikel Azparren (Q36.5) vor Steven Kruijswijk (Visma-Lease a Bike), Alessandro Tonelli (Polti VisitMalta), Martin Marcellusi (VF Group-Bardiani CSF-Faizanè) und Anthony Perez (Cofidis) die meisten Punkte beim ersten Zwischensprint. Am Fuße des Anstiegs von Alpe San Pellegrino formierte sich schließlich eine Fluchtgruppe, in der rund 35 Fahrer vertreten waren. Im Anstieg zerfiel die Gruppe jedoch nach einem Angriff von Lorenzo Fortunato (XDS Astana) wieder. Der Italiener sicherte sich auf der Kuppe 40 Punkte und baute so seinen Vorsprung in der Bergwertung weiter aus. In der anschließenden Abfahrt schlossen Nairo Quintana (Movistar), Wout Poels (XDS Astana), Pello Bilbao (Bahrain Victorious) und Lucas Plapp (Jayco AlUla) zu dem Spitzenreiter auf. Dahinter kam es auch im Peloton zu Angriffen, wobei Egan Bernal (Ineos Grenadiers) das Tempo bereits mehr als 90 Kilometer vor dem Ziel forcierte. Die Antritte des Kolumbianers führten dazu, dass das Hauptfeld zerfiel und nur noch aus wenigen Fahrern bestand. Hinter Lorenzo Fortunato, Nairo Quintana, Pello Bilbao, Wout Poels und Lucas Plapp, war es jedoch Rafał Majka (UAE Team Emirates-XRG), der die Bergwertung als Sechster vor Juan Ayuso und Isaac Del Toro (beide UAE Team Emirates-XRG) überquerte und so für Ruhe in der Favoritengruppe sorgte. In der anschließenden Abfahrt schlossen vermehrt Fahrer zum Hauptfeld auf, das zwischenzeitlich wieder von 15 auf mehr als 50 Fahrer angewachsen war. Unterdessen setzte sich Lorenzo Fortunato beim zweiten Zwischensprint in Cerredolo durch, wobei die weiteren Punkte an Lucas Plapp, Pello Bilbao, Nairo Quintana und Wout Poels gingen. Die fünf Ausreißer fuhren einen maximalen Vorsprung von etwas mehr von zweieinhalb Minuten heraus, während die Mannschaften UAE Team Emirates-XRG und Lidl-Trek die Nachführarbeit im Peloton übernahmen. Bei der Bergwertung von Toano setzte sich erneut Lorenzo Fortunato durch, womit er seine Führung in der Bergwertung weiter ausbaute. Die weiteren Punkte sicherten sich Nairo Quintana, Wout Poels, Pello Bilbao, Lucas Plapp und Mads Pedersen (Lidl-Trek). Beim Red Bull-Kilometer war es dann Nairo Quintana, der die meisten Bonussekunden vor Lorenzo Fortunato und Pello Bilbao holte.
Die Ausreißer wurden rund neun Kilometer vor dem Ziel im Schlussanstieg von Pietra di Bismantova eingeholt, ehe Richard Carapaz (EF Education-EasyPost) angriff und rasch eine kleine Lücke herausfahren konnte. Der Giro-d’Italia-Sieger des Jahres 2019 konnte rasch eine kleine Lücke herausfahren, während dahinter auch der gesamtführende Isaac Del Toro angriff. Der Mexikaner konnte sich jedoch nicht entscheidend absetzen, wobei die Tempoverschärfungen dafür sorgten, dass nur noch rund 20 Fahrer im Hauptfeld verblieben. Bei der Bergwertung betrug der Vorsprung von Richard Carapaz rund 30 Sekunden, ehe das UAE Team Emirates-XRG mit Rafał Majka, Brandon McNulty, Isaac Del Toro, Juan Ayuso und Adam Yates über die Kuppe führte. Auf den abschließenden Kilometern behauptete Richard Carapaz seinen Vorsprung und gewann die Etappe mit einem Vorsprung von zehn Sekunden. Dahinter sprintete Isaac Del Toro auf den zweiten Platz und holte gemeinsam mit dem drittplatzierten Giulio Ciccone (Lidl-Trek) die verbliebenen Bonussekunden. Die Gesamtklassement-Fahrer erreichten den Zielstrich mit derselben Zeit, wobei Brandon McNulty und Adam Yates 20 bzw. 31 Sekunden verloren.
In der Gesamtwertung baute Isaac Del Toro seinen Vorsprung aufgrund der Zeitbonifikationen auf 31 Sekunden aus. Hinter dem Gesamtzweiten Juan Ayuso folgte weiterhin Antonio Tiberi (Bahrain Victorious) mit einem Rückstand von einer Minute und sieben Sekunden. Auf den weiteren Plätzen folgten Simon Yates (Visma-Lease a Bike), Primož Roglič (Red Bull-Bora-hansgrohe), sowie Richard Carapaz und Giulio Ciccone, die sich in der Gesamtwertung verbesserten, während Brandon McNulty und Adam Yates um zwei Ränge abrutschten. Thymen Arensman (Ineos Grenadiers) lag als Gesamtzehnter bereits zwei Minuten und 33 Sekunden zurück. Zugleich blieb Isaac Del Toro mit seinen 21 Jahren auch an der Spitze der Nachwuchswertung. Mads Pedersen führte weiterhin souverän die Punktewertung an und auch Lorenzo Fortunato baute seine Führung in der Bergwertung weiter aus. Sein Vorsprung auf den zweitplatzierten Juan Ayuso betrug nun bereits mehr als 100 Punkte. In der Mannschaftswertung lag weiterhin das UAE Team Emirates-XRG an der Spitze. Nairo Quintana wurde zum aktivsten Fahrer gewählt, wobei alle 171 Starter das Ziel erreichten.

## Ergebnis
| \| Etappenergebnis \| Etappenergebnis \| Etappenergebnis \| Etappenergebnis \| Etappenergebnis \| \| Fahrer \| Fahrer \| Land \| Team \| Zeit \| \| --------------- \| --------------- \| ---------------------- \| ---------------------- \| --------------- \| \| 1. \| Richard Carapaz \| Ecuador \| EF Education-EasyPost \| 4 h 35 min 20 s \| \| 2. \| Isaac Del Toro \| Mexiko \| UAE Team Emirates XRG \| + 10 s \| \| 3. \| Giulio Ciccone \| Italien \| Lidl-Trek \| + 10 s \| \| 4. \| Thomas Pidcock \| Vereinigtes Königreich \| Q36.5 Pro Cycling Team \| + 10 s \| \| 5. \| Egan Bernal \| Kolumbien \| Ineos Grenadiers \| + 10 s \| \| 6. \| Antonio Tiberi \| Italien \| Bahrain Victorious \| + 10 s \| \| 7. \| Juan Ayuso \| Spanien \| UAE Team Emirates XRG \| + 10 s \| \| 8. \| Einer Rubio \| Kolumbien \| Movistar Team \| + 10 s \| \| 9. \| Derek Gee \| Kanada \| Israel-Premier Tech \| + 10 s \| \| 10. \| Diego Ulissi \| Italien \| XDS Astana Team \| + 10 s \| |                 |                        |                        |                 |
| |                 |                        |                        |                 |
| Quelle: ProCyclingStats |                 |                        |                        |                 |
| Etappenergebnis |                 |                        |                        |                 |
| Fahrer | Fahrer          | Land                   | Team                   | Zeit            |
| 1. | Richard Carapaz | Ecuador                | EF Education-EasyPost  | 4 h 35 min 20 s |
| 2. | Isaac Del Toro  | Mexiko                 | UAE Team Emirates XRG  | + 10 s          |
| 3. | Giulio Ciccone  | Italien                | Lidl-Trek              | + 10 s          |
| 4. | Thomas Pidcock  | Vereinigtes Königreich | Q36.5 Pro Cycling Team | + 10 s          |
| 5. | Egan Bernal     | Kolumbien              | Ineos Grenadiers       | + 10 s          |
| 6. | Antonio Tiberi  | Italien                | Bahrain Victorious     | + 10 s          |
| 7. | Juan Ayuso      | Spanien                | UAE Team Emirates XRG  | + 10 s          |
| 8. | Einer Rubio     | Kolumbien              | Movistar Team          | + 10 s          |
| 9. | Derek Gee       | Kanada                 | Israel-Premier Tech    | + 10 s          |
| 10. | Diego Ulissi    | Italien                | XDS Astana Team        | + 10 s          |

## Gesamtstände
| \| Gesamtwertung \| Gesamtwertung \| Gesamtwertung \| Gesamtwertung \| Gesamtwertung \| \| Fahrer \| Fahrer \| Land \| Team \| Zeit \| \| ------------- \| --------------- \| ---------------------- \| -------------------------- \| ---------------- \| \| 1. \| Isaac Del Toro \| Mexiko \| UAE Team Emirates XRG \| 38 h 47 min 01 s \| \| 2. \| Juan Ayuso \| Spanien \| UAE Team Emirates XRG \| + 31 s \| \| 3. \| Antonio Tiberi \| Italien \| Bahrain Victorious \| + 1 min 07 s \| \| 4. \| Simon Yates \| Vereinigtes Königreich \| Team Visma \\| Lease a Bike \| + 1 min 09 s \| \| 5. \| Primož Roglič \| Slowenien \| Red Bull-Bora-Hansgrohe \| + 1 min 24 s \| \| 6. \| Richard Carapaz \| Ecuador \| EF Education-EasyPost \| + 1 min 56 s \| \| 7. \| Giulio Ciccone \| Italien \| Lidl-Trek \| + 2 min 09 s \| \| 8. \| Brandon McNulty \| Vereinigte Staaten \| UAE Team Emirates XRG \| + 2 min 16 s \| \| 9. \| Adam Yates \| Vereinigtes Königreich \| UAE Team Emirates XRG \| + 2 min 33 s \| \| 10. \| Thymen Arensman \| Niederlande \| Ineos Grenadiers \| + 2 min 33 s \| |                 |                        |                            |                  |
| |                 |                        |                            |                  |
| Quelle: ProCyclingStats |                 |                        |                            |                  |
| Gesamtwertung |                 |                        |                            |                  |
| Fahrer | Fahrer          | Land                   | Team                       | Zeit             |
| 1. | Isaac Del Toro  | Mexiko                 | UAE Team Emirates XRG      | 38 h 47 min 01 s |
| 2. | Juan Ayuso      | Spanien                | UAE Team Emirates XRG      | + 31 s           |
| 3. | Antonio Tiberi  | Italien                | Bahrain Victorious         | + 1 min 07 s     |
| 4. | Simon Yates     | Vereinigtes Königreich | Team Visma \| Lease a Bike | + 1 min 09 s     |
| 5. | Primož Roglič   | Slowenien              | Red Bull-Bora-Hansgrohe    | + 1 min 24 s     |
| 6. | Richard Carapaz | Ecuador                | EF Education-EasyPost      | + 1 min 56 s     |
| 7. | Giulio Ciccone  | Italien                | Lidl-Trek                  | + 2 min 09 s     |
| 8. | Brandon McNulty | Vereinigte Staaten     | UAE Team Emirates XRG      | + 2 min 16 s     |
| 9. | Adam Yates      | Vereinigtes Königreich | UAE Team Emirates XRG      | + 2 min 33 s     |
| 10. | Thymen Arensman | Niederlande            | Ineos Grenadiers           | + 2 min 33 s     |

| Punktewertung | Punktewertung      | Punktewertung          | Punktewertung              | Punktewertung |
| Fahrer        | Fahrer             | Land                   | Team                       | Punkte        |
| ------------- | ------------------ | ---------------------- | -------------------------- | ------------- |
| 1.            | Mads Pedersen      | Dänemark               | Lidl-Trek                  | 153 P.        |
| 2.            | Alessandro Tonelli | Italien                | Team Polti VisitMalta      | 64 P.         |
| 3.            | Olav Kooij         | Niederlande            | Team Visma \| Lease a Bike | 55 P.         |
| 4.            | Isaac Del Toro     | Mexiko                 | UAE Team Emirates XRG      | 54 P.         |
| 5.            | Casper van Uden    | Niederlande            | Team Picnic-PostNL         | 50 P.         |
| 6.            | Richard Carapaz    | Ecuador                | EF Education-EasyPost      | 45 P.         |
| 7.            | Wout van Aert      | Belgien                | Team Visma \| Lease a Bike | 43 P.         |
| 8.            | Orluis Aular       | Venezuela              | Movistar Team              | 42 P.         |
| 9.            | Edoardo Zambanini  | Italien                | Bahrain Victorious         | 41 P.         |
| 10.           | Thomas Pidcock     | Vereinigtes Königreich | Q36.5 Pro Cycling Team     | 39 P.         |

| Bergwertung | Bergwertung       | Bergwertung            | Bergwertung                   | Bergwertung |
| Fahrer      | Fahrer            | Land                   | Team                          | Punkte      |
| ----------- | ----------------- | ---------------------- | ----------------------------- | ----------- |
| 1.          | Lorenzo Fortunato | Italien                | XDS Astana Team               | 156 P.      |
| 2.          | Juan Ayuso        | Spanien                | UAE Team Emirates XRG         | 54 P.       |
| 3.          | Paul Double       | Vereinigtes Königreich | Team Jayco AlUla              | 36 P.       |
| 4.          | Manuele Tarozzi   | Italien                | VF Group-Bardiani CSF-Faizanè | 32 P.       |
| 5.          | Isaac Del Toro    | Mexiko                 | UAE Team Emirates XRG         | 30 P.       |
| 6.          | Nairo Quintana    | Kolumbien              | Movistar Team                 | 28 P.       |
| 7.          | Pello Bilbao      | Spanien                | Bahrain Victorious            | 28 P.       |
| 8.          | Sylvain Moniquet  | Belgien                | Cofidis                       | 22 P.       |
| 9.          | Lucas Plapp       | Australien             | Team Jayco AlUla              | 22 P.       |
| 10.         | Richard Carapaz   | Ecuador                | EF Education-EasyPost         | 19 P.       |

| Nachwuchswertung | Nachwuchswertung        | Nachwuchswertung       | Nachwuchswertung        | Nachwuchswertung |
| Fahrer           | Fahrer                  | Land                   | Team                    | Zeit             |
| ---------------- | ----------------------- | ---------------------- | ----------------------- | ---------------- |
| 1.               | Isaac Del Toro          | Mexiko                 | UAE Team Emirates XRG   | 38 h 47 min 01 s |
| 2.               | Juan Ayuso              | Spanien                | UAE Team Emirates XRG   | + 31 s           |
| 3.               | Antonio Tiberi          | Italien                | Bahrain Victorious      | + 1 min 07 s     |
| 4.               | Giulio Pellizzari       | Italien                | Red Bull-Bora-Hansgrohe | + 3 min 49 s     |
| 5.               | Davide Piganzoli        | Italien                | Team Polti VisitMalta   | + 3 min 59 s     |
| 6.               | Max Poole               | Vereinigtes Königreich | Team Picnic-PostNL      | + 5 min 34 s     |
| 7.               | Embret Svestad-Bårdseng | Norwegen               | Arkéa-B&B Hotels        | + 12 min 55 s    |
| 8.               | Edoardo Zambanini       | Italien                | Bahrain Victorious      | + 19 min 48 s    |
| 9.               | Mathias Vacek           | Tschechien             | Lidl-Trek               | + 22 min 24 s    |
| 10.              | Marco Frigo             | Italien                | Israel-Premier Tech     | + 23 min 20 s    |

| Mannschaftswertung | Mannschaftswertung         | Mannschaftswertung           | Mannschaftswertung |
| Team               | Team                       | Land                         | Zeit               |
| ------------------ | -------------------------- | ---------------------------- | ------------------ |
| 1.                 | UAE Team Emirates XRG      | Vereinigte Arabische Emirate | 116 h 17 min 15 s  |
| 2.                 | Bahrain-Victorious         | Bahrain                      | + 20 min 30 s      |
| 3.                 | Lidl-Trek                  | Vereinigte Staaten           | + 22 min 11 s      |
| 4.                 | Team Visma \| Lease a Bike | Niederlande                  | + 23 min 26 s      |
| 5.                 | Ineos Grenadiers           | Vereinigtes Königreich       | + 25 min 48 s      |
| 6.                 | XDS Astana Team            | Kasachstan                   | + 26 min 13 s      |
| 7.                 | Red Bull-BORA-hansgrohe    | Deutschland                  | + 31 min 34 s      |
| 8.                 | Movistar Team              | Spanien                      | + 31 min 48 s      |
| 9.                 | Team Jayco AlUla           | Australien                   | + 39 min 29 s      |
| 10.                | EF Education-EasyPost      | Vereinigte Staaten           | + 42 min 32 s      |